# Pulsano
Pulsano es una localidad y comune italiana de la provincia de Tarento, región de Apulia, con 10.867 habitantes.

## Evolución demográfica
| Gráfica de evolución demográfica de Pulsano entre 1861 y 2001 |
|                                                               |
| Fuente ISTAT - elaboración gráfica de Wikipedia               |